# John Colenso
John William Colenso, född 24 januari 1814 i St Austell, Cornwall, död 20 juni 1883 i Durban, Sydafrika, var en brittisk teolog och biskop i Natal.
Colenso var en mångsidig person, framstående som exeget men väckte häftigt motstånd genom sina radikala ståndpunkter. I sin missionsgärning var han mycket "liberal"; han ville bland annat tillåta till kristendomen omvända att i vissa fall behålla månggiftet och hävdade för övrigt med skärpa zulufolkets rätt mot de brittiska myndigheterna. Colenso var även en grundlig kännare av zuluspråket.